# كيرا إغرز
كيرا إغرز (بالدنماركية: Kira Eggers)‏ هي راقصة تعري دنماركية، ولدت في 29 نوفمبر 1974.

## وصلات خارجية
- الموقع الرسمي
- كيرا إغرز على موقع IMDb (الإنجليزية)
- كيرا إغرز على موقع قاعدة بيانات الفيلم (الإنجليزية)